# خرائط ياهو!
هو موقع يقدم رسم الخرائط على الإنترنت التي تقدمها ياهو بالإنجليزية (maps.yahoo).

## أخبار
- يوم 16 مايو 2007، أصدرت ياهو نمط الخريطة الجديدة المصممة من قبل شركة رسم الخرائط Cartifact.. وأيضا توفير البيانات والصور التي Cartifact، بما في ذلك عرض مظللة الإغاثة ملامح سطح الأرض والغطاء الأرضي التلوين تشير إلى المناطق البيئية الرئيسية.

## الخدمات المتوفرة
- دفتر العناوين : يمكن للمستخدمين مسجل ياهو تخزين قائمة عناوين الشوارع يشيع استخدامها، مما يجعل من الضروري كتابتها مرة أخرى. يمكن أن يكون عنوان دخلت مؤخرا أشارت بسرعة عن طريق اختيار واحد من القائمة المنسدلة.
- اتجاهات القيادة : عرض اتجاهات القيادة يمكن أن تكون على الخارطة أو في شكل قابل للطباعة، مع اختياري بدوره عن طريق تحويل الخرائط، أو كنص بسيط. وصلات لاتجاهات القيادة يمكن أن يكون بالبريد الإلكتروني، والاتجاهات النصية المرسلة إلى الهواتف المحمولة.